# Paul Aurélien
Paul Aurélien ou Pol Aurélien, dit aussi Paul de Léon ou Pol de Léon, en latin Paulus Aurelianus et en breton Paol Aorelian, est né vers la fin des années 400 (Ve siècle) au pays de Galles et mort un 12 mars, vers la fin des années 500 (VIe siècle), sur l'île de Batz. Il est le premier évêque du diocèse de Léon au VIe siècle. Son histoire est principalement connue par l'hagiographie bretonne, notamment, car la plus ancienne connue, par la Vita sancti Pauli Aureliani, achevée en 884 par Uurmonoc, moine de l'abbaye de Landévennec.
L'époque et la vie de Paul Aurélien, qui appartient « aux temps les plus obscurs de l'histoire de la Bretagne », sont difficiles à appréhender du fait de la rareté des sources historiques. Il est régulièrement présenté comme l'un des sept saints fondateurs bretons.
À l'occasion des 1 500 ans de la naissance de saint Paul Aurélien, avec pour origine une naissance en « 492 », année précisée par l'Hagiographie tardive (1637) du dominicain breton Albert Le Grand, mais non confirmée par les historiens, la ville de Saint-Pol-de-Léon organise en 1991 des festivités, dont notamment un colloque international Sur les pas de Paul Aurélien, en lien avec le Centre de recherche bretonne et celtique et le Comité Paul Aurélien. Les actes de ce colloques publiés en 1997, sont la source principale de cet article.

## Contexte historique

### Le Léon du passage des premiers humains à l'arrivée de Paul Aurélien
Le territoire du Léon est principalement littoral avec de faibles dimensions. Ses limites naturelles sont prononcées sur ses pourtours avec au nord la Manche, à l'ouest l'Atlantique, au sud l'Élorn et les monts d'Arrée, seul l'est dispose d'une frontière plus floue car seul un petit cours d'eau, le Queffleut la marque. Des humains l'ont fréquenté dès le Paléolithique puis s'y sont installés et ont finalisé leur développement à l'Âge du Fer. Dès cette époque, ils commercent, par la mer, avec l'Italie au sud et les groupes peuplant le nord-ouest de l'Europe. Il est probable que lors de la conquête romaine, le territoire était organisé en une ou plusieurs unités territoriales Osismes, comme l'indique la Vita d'Aurélien, et que cette organisation s'est perpétuée, mais l'absence de sources antiques ne permet de déterminer clairement cette organisation interne. Le paysage est agricole avec un habitat plutôt dense, comprenant des fermes pouvant être proches et quelques villae. La production dépasse le seuil de la subsistance et permet des échanges sources de profit que l'on retrouve dans le confort et la décoration d'habitations ainsi que dans l'importation de denrées produites hors du territoire. Durant l'occupation romaine, des fouilles montrent des améliorations de l'habitat, synonyme de l'enrichissement de groupes du peuple osisme tout en notant que ce n'est pas uniforme.

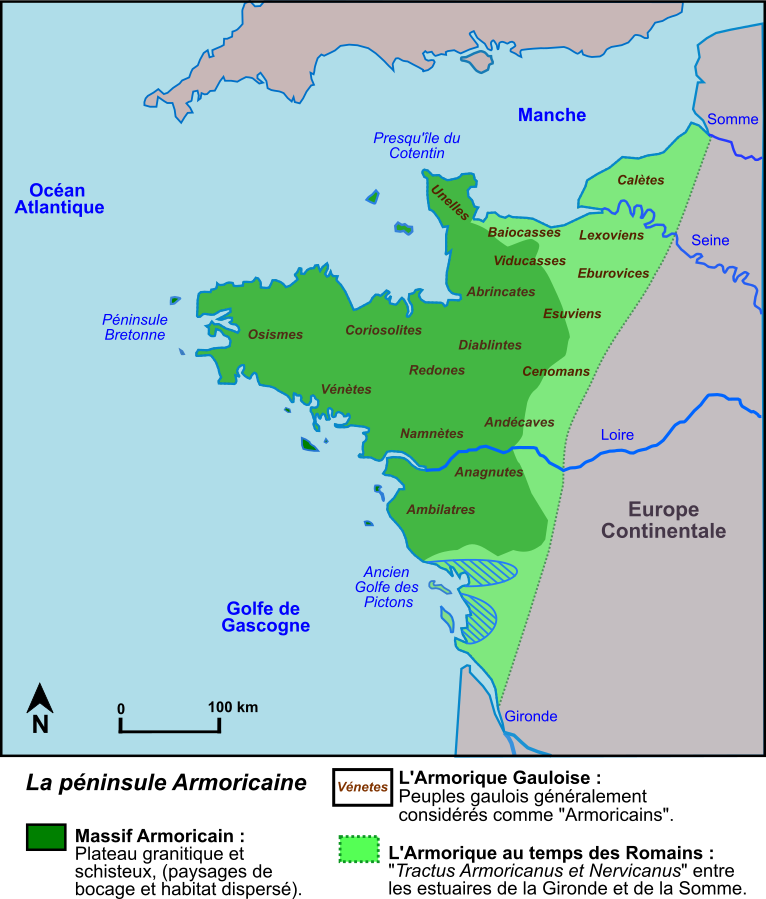
Carte de la péninsule Armoricaine au temps de la domination romaine.

Comme en Gaule, où il faut souligner l'importance des petites villes et des voies de communication, qu'elles soient terrestres, fluviales ou maritimes, dans l'évolution des populations, ce territoire en comporte une Vorganium (Kérilien sur la commune de Plounéventer) qui s'apparente à une capitale régionale, du fait notamment de « l'étoile que dessinent autour de la ville les voies venant de Carhaix, Morlaix, Saint-Pol, Plouguerneau, Saint-Mathieu et Landerneau », de la présence d'un théâtre et d'ateliers de traitement du bronze et du fer. Ces voies denses sont celles qu'utilise Paul Aurélien et ses compagnons après avoir débarqué à Lampaul-Plouarzel et pris la direction de Saint-Pol-de-Léon. Les fouilles ont montré l'importance des ports dans les échanges avec notamment la découverte de restes de contenants comme des « fragments de céramique sigillée de Gaule du sud ou du centre, d'amphores à vin (d'Italie, de Catalogne, de Gaule du sud) ». Mais si notre connaissance du Léon romain, souligne la « romanisation des techniques et des modes de vie », elle ne dit rien de celle des habitants, notamment en ce qui concerne la pratique linguistique. Le gaulois était peut être d'usage parmi la population rurale, le latin étant réservé aux « fonctionnaires » et aux plus riches. Les interrogations se portent aussi sur la religion, « tout permet de croire que les Gaulois qui peuplaient le Léon romain avaient conservé leurs coutumes et croyances ancestrales et n'avaient adopté, des nouvelles pratiques et mentalités, que celles qui n'attentaient pas à leurs traditions pérennes ». Cette occupation romaine n'est donc pas conflictuelle. Les premières évolutions négatives se font sentir à partir de 250 venant de l'intérieur et des frontières. La chute n'est pas brutale mais rapide, les trésors trouvés et une nouvelle utilisation des villae par des habitants n'hésitant pas à faire du feu contre des décorations en peinture sont les prémices de l'effondrement économique à la fin du IIIe siècle . Le pouvoir central intervient, retardant la catastrophe créant des fortifications, pour protéger les zones les plus urbaines, et des forteresses sur le littoral pour résister aux pirates. Ceci correspond avec « la description que nous donne Wrmonoc de l'oppidum de SaintPol ». Ce dispositif comportait également des groupes armés de paysans soldats, certainement pour une bonne part des bretons, pour contrôler les espaces importants laissés entre les places fortifiées. Ceci n'empêche pas l'abandon de terres cultivables qui redeviennent des friches, comme le montrent des analyses polliniques. Dès la fin du IVe siècle et le début du Ve siècle les centres urbains et villae sont abandonnés pour un habitat différent, peut-être l'origine de nos villages.
Lors de l'arrivée en petite Bretagne de Paul Aurélien et de ses compagnons, le monde qu'ils découvrent est « radicalement différent de celui qu'avait connu la région lors des siècles précédents », depuis 410 l'Armorique n'est plus sous domination romaine après le refus de l'empereur Flavius Honorius de venir les protéger des barbares, l'organisation de la société n'est pas connue mais le personnage dénommé « comte Wizur (ou Withur) » dans la Vita n'est pas en cohérence avec les connaissances actuelles, il « correspond probablement à un état bien plus tardif de l'organisation politique du Léon, contemporain de Wrmonoc ».

### La pratique de la navigation en Manche et Atlantique au temps de Paul Aurélien

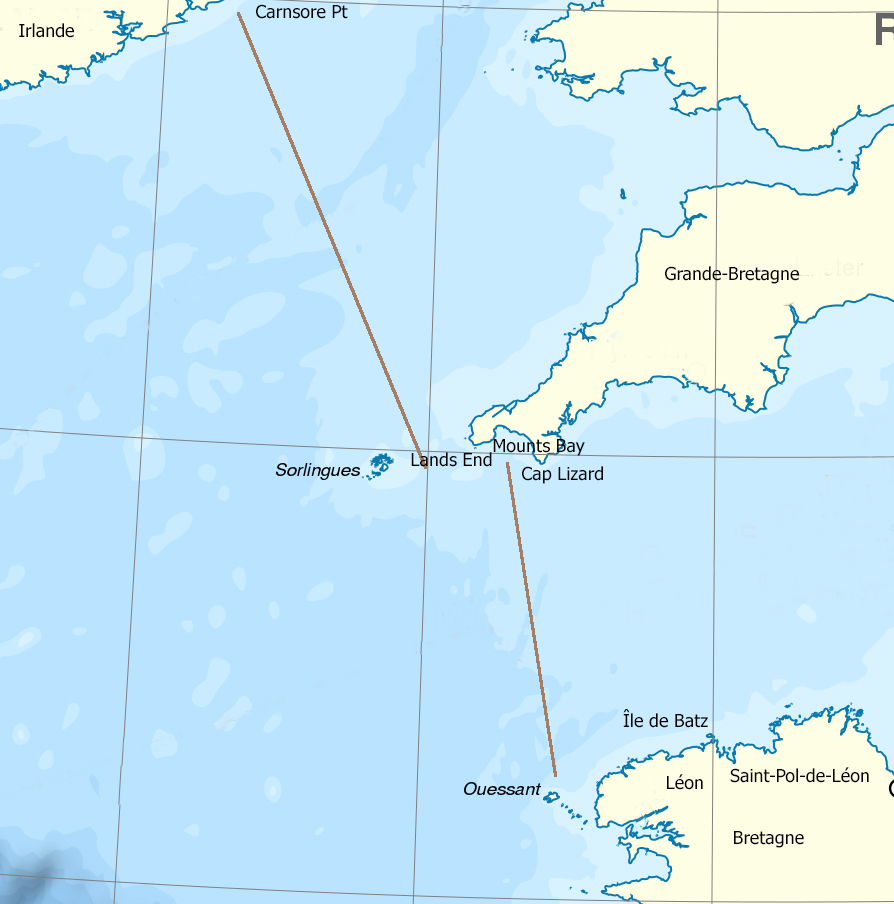
La région entre le sud-ouest de l'Irlande et de la Grande-Bretagne, et le nord-ouest de la Bretagne

Au VIe millénaire av. J.-C. le niveau de la mer dans la Manche est inférieur de 25 mètres à celui que nous connaissons aujourd'hui ce qui modifie alors considérablement les zones côtières. À l'époque de Paul Aurélien, au VIe siècle, l'aspect des côtes est très semblable à la situation actuelle, « la fin de la déglaciation était achevée à plus de 90% », avec seulement un niveau plus bas d'un à deux mètres, « selon les études les plus récentes ». Le marnage est également comparable, d'une moyenne d'environ six mètres en Manche, avec une amplitude  lors des marées de vives-eaux allant de deux mètres devant Poole à dix-huit mètres en baie du Mont-Saint-Michel. Le climat devait être plus humide et plus froid avec néanmoins un régime des vents relativement identique à aujourd'hui pour la zone maritime s'étendant entre l'Irlande, la pointe sud-ouest de la Grande-Bretagne et le littoral du Léon entre Ouessant et l'île de Batz. Cette côte du Léon est une zone de navigation difficile, avec un marnage de six à onze mètres, des abords du rivage peu profonds avec de nombreux écueils, ou la mer se forme dès que le vent se lève, et des courants forts pouvant devenir violents lors des marées de vives-eaux.
Aucun renseignement contemporain du voyage de Paul Aurélien en bateau entre l'Irlande, la Grande-Bretagne et l'île d'Ouessant ne nous est connu. Mais nous disposons de suffisamment d'éléments pour envisager ce qu'il a du faire pour réussir cette navigation. Nous savons déjà que depuis bien avant cette époque des marins effectuaient cette navigation pour notamment convoyer des marchandises. Autres éléments, les spécialistes des Celtes ont relevé qu'ils ont des connaissances en astronomie, élément utile pour se diriger en mer lorsque l'on n'est plus en vue d'une côte, et ont su les transmettre à leurs descendants. Nous savons aussi qu'une partie des méthodes simples utilisées par les marins pour la navigation dans l'Antiquité avant l'apparition des aides à la navigation, comme le compas et plus récemment la radiogoniométrie puis le GPS. La navigation à l'estime est restée la pratique de marins, notamment en mer du Nord et en Océanie jusqu'à une époque récente. Cela rend probable l'utilisation par Paul Aurélien des moyens suivants : au départ de Moutn's Bay, s'informer des pratiques locales, utiliser la sonde et la navigation par alignements, profiter de la marée et d'une bonne orientation du vent, pour quitter la côte en parant les écueils visibles et surtout invisibles. Rejoindre un point bien visible depuis le large, comme le cap Lizard, pour entreprendre la traversée hors de vue de la côte avec un point de départ bien repéré. Il choisit son cap pour rejoindre l'île d'Ouessant, cap qu'il maintient en se repérant sur l'angle de son sillage et des vagues et lorsque le ciel est clair en le réactualisant avec le soleil, le jour, et un astre la nuit. En naviguant à une vitesse moyenne quotidienne d'environ 6 nœuds, il compense, sans la connaître, la dérive due au courant de marée dans l'entrée de la Manche. Ayant choisi la bonne époque de l'année, il a peu de chance de rencontrer une tempête et ou des vents contraires, ce qui lui permet d'atteindre l'île d'Ouessant en une journée alors qu'il fait jour. L'atterrage, moment le plus dangereux pour un navire, encore plus à son époque où il n'existait pas de phares sur cette côte, nécessite qu'il attende la marée haute pour rejoindre le port d'échouage de Lampaul, peut-être avec l'aide d'un pratique local (pilote) pour assurer le passage des dangereux écueils de ces parages.

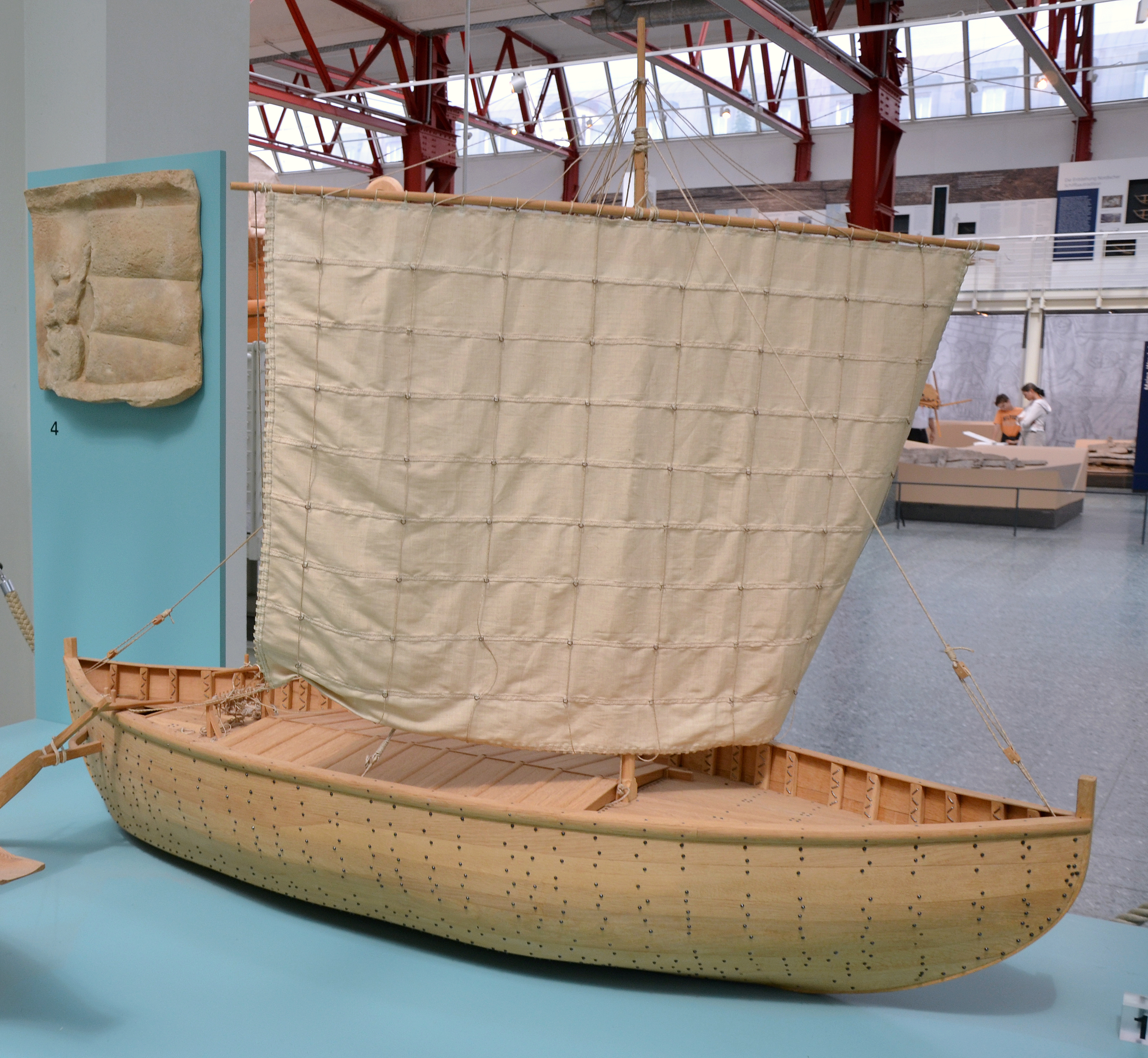
reconstitution du Blackfriars I, avec une voile carrée.

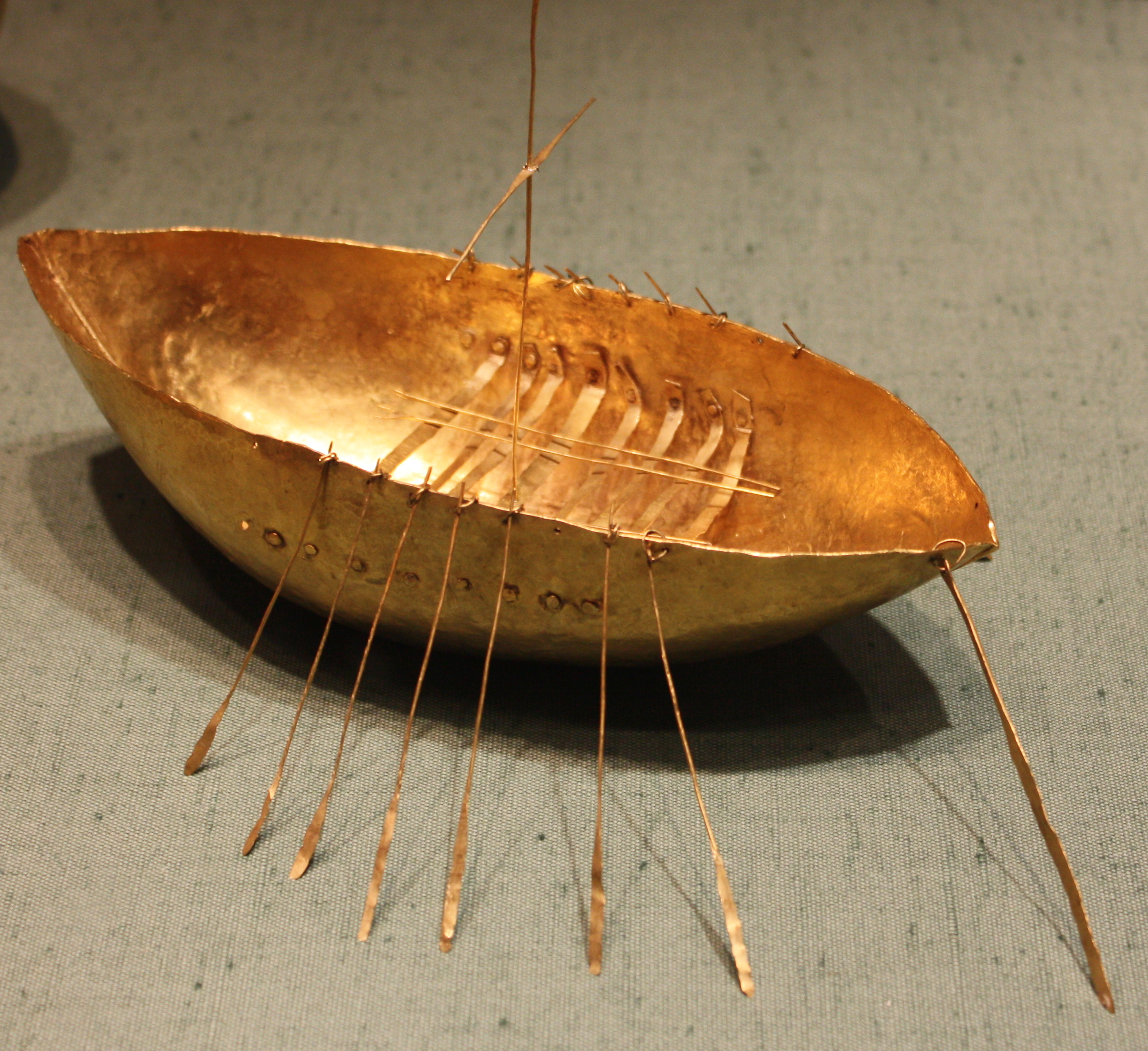
Bijou en or découvert à Broighter en Irlande.

À l'examen de l'histoire maritime, deux types de navires sont probables du fait de leur capacité à ternir la haute mer. Tout d'abord un type issu de ceux utilisés par les Vénètes d'Armorique lors de leur guerre avec la République romaine. Nous les connaissons par la description qu'en fait Jules César dans ses commentaires sur la guerre des Gaules : « la carène en est un peu plus plate que celle des nôtres, ce qui leur rend moins dangereux dans les bas-fonds et le reflux ; les proues sont très élevées, les poupes peuvent résister aux plus grandes vagues et aux tempêtes ; les navires sont tout entiers de chêne et peuvent supporter les chocs les plus violents. (...) des peaux molles et très amincies leur servent de voiles (...) lorsqu'ils sont surpris par un vent violent, ils soutiennent sans peine la tourmente et s'arrêtent sans crainte sur les hauts-fonds... » Des bateaux similaires sont présents sur des monnaies du roi Cunobelinos, qui règne sur un petit territoire, entre 20 et 43, dans la Bretagne insulaire. Deux épaves, récemment découvertes, de navires de haute mer du même type sont estimées des IIe ou IIIe siècle, le Blackfriars I et une autre à St Peter Port à Guernesey. Ces bateaux posent néanmoins un problème, l'emplacement de l'unique mat, équipé d'une voile carrée, ne permet pas de naviguer au près comme l'impose la traversée de la Manche du fait de la direction des vents dominants. Il est cependant possible que ces navires aient été gréés avec une voile à bourcet, à l'instar des « représentations de navires celtiques des IIe ou IIIe siècle sur une mosaïque de Bad Kreuznach, présente sur une stèle funéraire de Jünkerath dans la région du Rhin ». Un deuxième type de navire complète cette hypothèse, il a été découvert à Broighter en Irlande, un bijou en or, du Ier siècle av. J.-C. représentant un navire miniature d'un type, proche des Currach et Oumiak, c'est-à-dire avec une coque faite de peaux de bêtes tendues sur une armature légère. Des navires de haute mer celtes sont cités par des auteurs romains comme Pline l'Ancien ou Avienus. Ce dernier indique que des habitants des alentours d'Ouessant naviguent vers l'Irlande avec ce type de bateau. Cette navigation qui implique un temps long hors de vue des côtes souligne les connaissances que devaient avoir ces marins qui perpétuent une pratique de la navigation hauturière qui semble être maîtrisée depuis le VIe siècle av. J.-C. Par ailleurs, César puis plus tard d'autres auteurs, notamment en Irlande et dans l'ouest de la Grande-Bretagne, soulignent que ces bateaux sont équipés d'une quille, ce qui facilitait la remontée au vent en limitant la dérive. Paul Aurélien, originaire du pays de Galles et de la Cornouaille, devait connaître ce type de bateau. Les deux options, bateau en bois ou bateau en peaux tendues, sont des hypothèses, néanmoins la conclusion est que la traversée entre Penzance et Ouessant était possible dans de bonnes conditions avec ces deux types d'embarcations hauturières et un minimum de l'équipage composé de marins confirmés.

## LaVita sancti Pauli Aureliani

### Texte hagiographique par Uurmonoc, moine de l'abbaye de Landévennec (884)

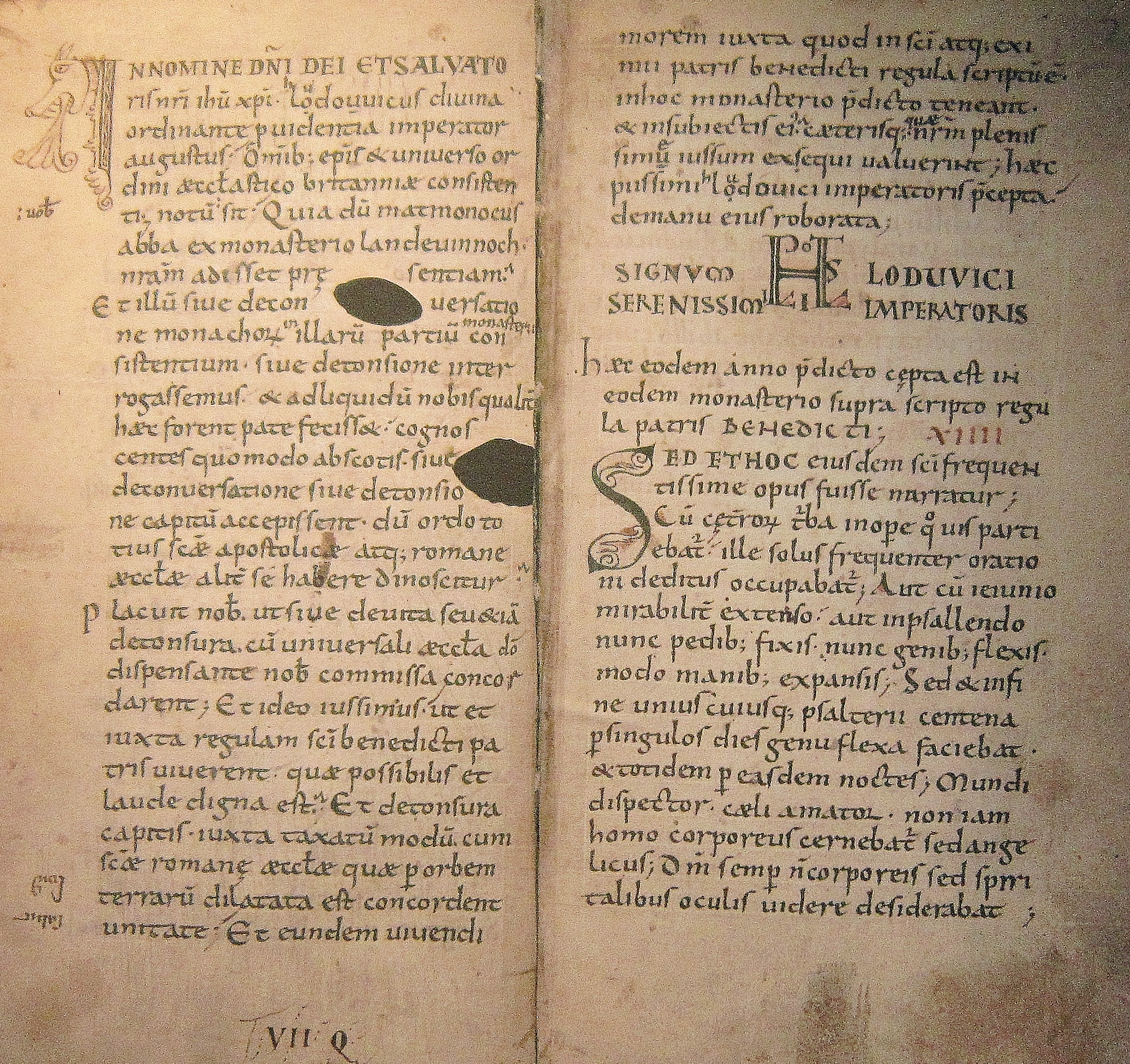
Édit de Louis Le Pieux de 818.

La Vie de saint Paul Aurélien, en latin Vita sancti Pauli Aureliani, est un texte hagiographique médiéval breton, une Vita finalisée en 884 par son auteur le prêtre et moine Uurmonoc de l'abbaye de Landévenec. C'est alors une période trouble de l'histoire : en ancienne Gaule, avec la succession de Louis II le Bègue, mort en 879, remplacé par ses fils Louis III (mort en 882) et Carloman II (mort en 884) et l'arrivée sur le trône du dernier fils de Louis II, Charles III le Simple, qui trop jeune est mis sous la tutelle de Charles III le Gros en 885 ; en Bretagne, la mort de Salomon de Bretagne en 874 entraîne une guerre de succession qui ne s'achève qu'en 890. Ces faits ont lieu alors que les Vikings ravagent les côtes. Le texte de la Vie fait allusion à ce péril, en faisant prédire par Paul que l'île de Batz serait un jour dévastée : « les Normands viendraient un jour, qu'ils la dévasteraient de fond en comble et qu'ils raseraient tous ses bâtiments, soit en les abattant, soit en les incendiant. Tous savent que ce malheur est déjà arrivé sans aucun doute. Depuis ce temps et jusqu'aujourd'hui ces barbares ne cessent de dévaster l'île par des raids fréquents et de voler tous ce qu'ils trouvent. Et ils ne cesseront jamais si Dieu n'apporte son aide ». Le lieu de son écriture est l'Abbaye de Landévennec, dite monasterio de Landeuinnoch, lorsqu'elle est citée dans un document de 818 relatant comment Louis le Pieux, qui vient de faire campagne contre le roi breton Morvan à Priziac, rencontre l'abbé Matmonoc qui accepte d'appliquer dans son monastère la réforme de Benoît d'Aniane en remplacement des habitudes celtiques de la règle. Landévennec est alors peu connue, néanmoins sa bibliothèque dispose de nombreux manuscrits, venant notamment des pays Francs, elle dispose de textes dus à de grands auteurs « Virgile et l' Enéide, les Pères de l'Église : Augustin, Grégoire le Grand, Isidore de Séville, des auteurs de Vies de saints et quelques autres ». Elle est également en contact avec des centres de culture situés sur le continent mais aussi sur les îles. L'abbaye est aussi productrice de documents essentiellement hagiographiques, comme la Vita de Guénolé entreprise par le moine Clément et complétée, ou réduite, par l'abbé Uurdisten, ce dernier étant le professeur d'Uurmonoc.
C'est dans la préface que l'auteur Uurmonoc se présente et explique la raison pour laquelle il a entrepris l'écriture d'un saint qui n'est pas de l'abbaye de Landévenec, c'est qu'il a un commanditaire dénommé Hinuuoret. L'hypothèse qu'il soit l'évêque de Saint-Pol-de-Léon, Léon Hinuuoret, suggérée par Jean Mabillon est reprise par le chanoine Doble, puis André Oheix. Elle est commandée et réalisée pour « l'édification des fidèles, clercs et laïcs, et l'instruction des jeunes élèves de l'évêque ». Ce double objectif est courant pour ce type de texte, néanmoins le texte fourni n'est qu'en prose alors qu'habituellement dans ce type de situation l'auteur réalise un texte en prose, plus accessible utilisé pour les lectures en public, et un texte en vers pour la formation. Uurmonoc ne fournit que le texte en prose mais avec une partie plus difficile. La Vie est conçue en deux livres : dans le premier il est raconté l'existence insulaire de Paul depuis sa prime enfance jusqu'à son départ en bateau. Les sujets sont l'école, sa retraite en ermite, son ordination sa présence chez le roi Marc, et le séjour dans l'abbaye où sa sœur s'est retirée ; Le second évoque sa vie sur le continent. Le texte débute par la traversée en bateau jusqu'à l'île d'Ouessant et se poursuit avec le passage sur le continent, la traversée à pied du Léon depuis la mer jusqu'à l'oppidum, futur évêché de Saint-Pol-de-Léon, l'arrivée à l'île de Batz, son voyage à Paris avec sa consécration par Childebert Ier, sa mort dans son monastère de Batz puis le désaccord entre les moines iliens et les membres du clergé de St-Pol quant au choix du lieu de sa sépulture.
Uurmonoc écrit son texte latin uniquement en prose, mais, contrairement à d'autres textes de ce type au style simple, il utilise un style compliqué, qui rend la lecture difficile, notamment dans le premier livre. Les phrases sont longues, avec des subordonnées en nombre, voire très longues avec un record à 250 mots (chapitre 19, première phrase) et plusieurs à plus de 200 mots. Le Latin donne des libertés que l'auteur utilise à l'extrême « il entrecroise les groupes épithète-nom, fidèle en cela à une tradition bien attestée dans les îles ». Cette prose au style poétique déjà difficile à lire en latin nécessite une totale reprise pour être lisible dans sa traduction en français. Par ailleurs, les Vita de son époque comportent de nombreuses citations de toutes sortes d'auteurs car cela est considéré comme un élément apportant de la valeur au texte. Uurmonoc est plutôt modéré dans ce domaine, ses sources sont notamment : la Bible ; des textes d'auteurs chrétiens, comme Grégoire le Grand, « Paul Orose, pour la description du dragon de l'île de Batz », Cassiodore et Boèce ; également quelques sources venant de la littérature païenne, avec des auteurs tel Virgile, avec l'Énéide, et Priscien. Les citations utilisées dans les manuscrits est un moyen de repérer la vitalité d'un monastère par leur choix d'auteurs. En 884, la présence de Priscien et Boèce souligne pour Landévennec une « relation vivante avec d'autres centres de culture ».

### Des manuscrits
À la fin du XXe siècle, seuls deux manuscrits du haut Moyen Âge, contenant la Vita d'Uurmonoc nous sont parvenus : à la bibliothèque de la ville d'Orléans, cote : 261 [217], un manuscrit des IXe et Xe siècles, originaire de l'abbaye de Fleury ; à la Bibliothèque nationale de France, cote : Latin 12942, un manuscrit des XIe et XIIe siècles, originaire de l'abbaye de Saint-Germain-des-Prés,.
Dans le cadre de la recherche sur Paul Aurélien, François Kerlouégan retient le manuscrit d'Orléans car plus ancien. Cette reliure contient également d'autres manuscrits qui n'ont pas de rapports avec la Vita qui s'intercale dans les pages 42-134. « C'est en effet une habitude au Moyen Âge de regrouper sous la même reliure plusieurs petits manuscrits ou de copier plusieurs textes qui formeront le même manuscrit ». L'intérêt d'une plus grande ancienneté est d'être originaire d'un lieu et d'avoir une structure au plus près de l'original. Ici cette structure qui « contient des gloses en vieux breton, des signes de construction syntaxique qui paraissent celtiques, des abréviations indiscutablement insulaires » tend à apporter la preuve de son origine bretonne, et à nourrir l'hypothèse qu'il provienne de l'abbaye de Landévennec productrice de l'original. À l'étude, un problème apparaît, il y a en fait deux manuscrits - un premier : « sans doute du IXe siècle », qui présente les chapitres 1, 15-18 et 21-23 de la vita dans les pages 42-73 de la reliure ; et un deuxième : « sans doute du Xe siècle », qui présente les chapitres 2-14 et 1920 de la vita dans les pages 74-134 de la reliure.
Après avoir envisagé un accident de reliure, Kerlouégan opte pour l'hypothèse d'une action délibérée et il propose une histoire fruit de son « imagination, à partir de ces bases raisonnables », notamment : l'évêque Léon Hinuuoret, en place vers 880, connaît l'existence des vies de Guénolé et de Malo, ce qui l'incite à trouver le moyen d'en faire réaliser une pour Paul Aurélien en s'appuyant sur d'anciens textes. N'ayant pas les moyens pour la réaliser sur place il propose cette commande à l'abbé Uurdisten du monastère de Landévennec. Celui-ci la confie à son meilleur élève, le moine Uurmonoc originaire du Léon, qui réalise une vie « dans un latin très recherché ». Rapidement, lors de son utilisation dans l'évêché, la longueur et le style du texte posent problèmes, autant « pour la lecture publique - personne ne comprend - que pour l'étude - les élèves s'enlisent dans les complications de la construction ». Pour résoudre ces problèmes, Hinuuoret fait réaliser une version allégée (premier manuscrit d'Orléans) ne comprenant que les parties les plus faciles et qui concernent directement son évêché. Techniquement soit le manuscrit original est coupé, soit la version abrégée est obtenue par une copie des éléments retenus. Pour le deuxième manuscrit de la reliure d'Orléans, il s'agit sans doute d'une copie, faite en Bretagne, à partir peut-être de l'original.
La présence de ces deux manuscrits au monastère de Fleury doit être due à l'initiative de l'évêque du Léon Mabbon qui quitte son évêché vers 930 pour se retirer auprès « des restes de saint Benoît ». L'évêque du Léon apporte avec lui des cadeaux : notamment « des reliques de saint Paul et plusieurs manuscrits ». L'hypothèse étant qu'il apporte la version courte et une copie des éléments manquants de l'original de la vie qu'il laisse dans son évêché. Ce qui est sûr, c'est qu'un dénommé « Vitalis, y réécrivit une version de cet ouvrage qui, disait-il, est un poids pour le lecteur parce qu'il est plein de « bavardage breton » ». Pour expurger le texte de ce qui lui semble inutile, il réduit les phrases longues en remettant les mots à leur place et supprime le maximum des noms bretons. Pour Kerlouégan, « ce témoignage est intéressant. Nous y voyons le mépris d'un latiniste médiéval pour ce qui n'est pas la langue des Clercs » et un avis sur le style qui a pu être également celui de Léon Hinuuoret. Dans les années et les siècles qui suivent c'est le manuscrit de Vitalis qui est connu car ce n'est qu'en 1880 que le manuscrit du Léon est publié par Charles Cuissard,,.

### Origines de Paul Aurélien sur l'île de Bretagne
Le patronyme de Paul Aurélien, et l'origine bretonne insulaire suggèrent qu'il a pu appartenir à une famille patricienne également connue pour avoir produit Ambrosius Aurelianus qui semble avoir conduit les opérations de défense des Bretons de l'île de Bretagne contre les Saxons entre 470 et 485. Cela confirmerait l'émigration bretonne en Armorique de groupes de Bretons, sous la conduite des princes et du clergé. Les historiens ont longtemps privilégié l'hypothèse selon laquelle cette émigration étalée dans le temps à partir du Ve siècle, était liée uniquement à la colonisation de la Grande-Bretagne par les Anglo-Saxons. Il s'agit à l'origine d'un mouvement diffus de moines d'origine aristocratique formés au pays de Galles ou d'Irlande, qui émigrent par vagues successives pour des raisons encore mal connues, et qui parcourent l'Armorique en y diffusant un christianisme celtique. Pour ce qui concerne le clergé, on a parlé de « saints organisateurs » et Pol Aurélien apparaît être l'un d'eux.
Selon l'hagiographie médiévale, Paul, surnommé Aurélien, nait vers 480 à Pen Ohen (ou Penychen, toponyme signifiant « tête de bœuf »), aujourd'hui Boverton, dans la province de Glamorgan du Dyved (pays de Galles).
Issu d'une noble famille britto-romaine, il a neuf frères et trois sœurs. Les hagiographes médiévaux ont fait de Juthwara et de Sidwell ses sœurs. Comme d'autres enfants de la noblesse, son père Porphino le met dès l’âge de 9 ans en pension dans le monastère d’Ynys Pyr (île de Pyrus, aujourd'hui Caldey) où il devient l’élève de saint Ildut, et où ont été formés Samson, Brieuc, Malo ou Gildas.

### Itinéraire de Paul Aurélien en Bretagne continentale
Dans sa Vita, Uurmonoc fait débuter son deuxième livre par l'arrivée du bateau, transportant Paul Aurélien accompagné de « douze prêtres, autant de nobles laïques de sa parenté, les uns neveux, les autres cousins, et des esclaves en nombre suffisant », sur l'île Ossam (île d'Ouessant). Ils débarquent dans un lieu dénommé Portus Boum (le port des bœufs), peut-être l'actuel lieu-dit Porz-an-Ejen (Port du bœuf). Ils s'éloignent rapidement de ce point et finissent par s'installer dans un lieu-dit Harundinetum (la roselière), qui peut être actuellement le vallon Korz (les roseaux) que l'on trouve à 1,5 km du point de débarquement et à proximité et au sud de Lampaul, le bourg actuel de l'île. Ils y auraient trouvé une fontaine, bénie par Paul, avant qu'ils ne réalisent un oratoire et construisent des habitations de type cabanes. Aujourd'hui, seul le nom du bourg Lampaul rappelle cette installation. Ce séjour dont la durée est évasive, « un certain temps » prit fin lorsque Paul lors d'un songe vit un ange qui lui ordonna de partir évangéliser sur le continent. Ils reprennent un bateau et accostent près d'une roche dite Amachdu, reliée à une île dénommée Mediona. Ces noms ayant disparu, les historiens s'accordent aujourd'hui sur l'hypothèse d'une arrivée à Lampaul-Plouarzel qui outre, le fait de contenir paul dans son nom, dispose d'un port dit Porz-Paul, abrité derrière Beg-ar-Vir, une petite presqu'île.
Après le débarquement, en acceptant l'hypothèse du port de Lampaul-Plouarzel, leur route doit être celle de Saint-Mathieu à Ploudalmezeau, par Ploumoguer, Plouarzel, Brélès et Plourin, notamment « jalonnée par cinq croix monolithes présumées être du haut Moyen Âge ». C'est également sur ce parcours, dans la plebs Telmedovia (Ploudalmézeau), qu'Uurmonoc, situe une fontaine, dite Villa Petri, où Paul et son groupe créent un oratoire et des cabanes pour y résider quelques jours. Ce lieu correspond exactement à un site, situé près du village actuel de Kerber, où l'on trouve une ancienne fontaine. Ce site avait également une petite chapelle (disparue) et dispose toujours d'une stèle gauloise. L'archéologie aérienne y a révélé « une structure circulaire et des traces d'habitat ancien ». Revenons à Paul, l'un de ses compagnons, appréciant la solitude, s'enfonce dans les bois et s'installe près d'un ruisseau alimenté par une fontaine. Ce lieu est l'occasion pour Uurmonoc d'enrichir la légende du saint avec l'histoire du bœuf sauvage qui, après avoir plusieurs fois détruit la cabane, « quand elle vit le saint debout devant le seuil, la bête s'avança tremblant d'épouvante et s'inclina trois fois à ses pieds, tête baissée jusqu'à terre : « Je te pardonne, lui dit le saint; va en paix, mais veille à ne jamais revenir un jour ici. » L'animal obéit et disparut ». C'est Paul qui s'installe dans la cellule, après avoir bénit la fontaine et créé un oratoire. C'est l'origine de Lampaul-Ploudalmézeau dont l'église est dédiée au saint qui dispose également, à proximité, d'une statue près d'une fontaine. Son compagnon dénommé Iuuehinus, devenu saint Joevin est également honoré avec une chapelle où se trouve son tombeau et une inscription en latin traduite par « S. Joevin, évêque de Léon, fut enterré ici », Uurmonoc, qui l'appelle lahoevius, en fait l'évêque successeur de Paul.
De nouveau sur la route, par une suggestion d'un ange, Ils traversent d'une traite la distance qui les sépare de l'extrémité est du Léon. Fatigués, ils s'arrêtent dans un endroit pierreux sans eau. Paul frappe la terre trois fois avec son bâton « faisant jaillir trois sources abondantes qui eurent pour vertu, outre d'étancher la soif et de préserver de la famine les nombreux habitants du bord de mer, de guérir de nombreux malades », ce site serait actuellement le lieu-dit Gourveau, près du port de Pempoul, sur le territoire de la commune de Saint-Pol-de-Léon. Pour arriver à cet endroit, il est possible qu'ils aient traversé l'Aber-Benoît à Tréglonou, l'église paroissiale est dédiée à saint Paul, avant d'arriver à Pont Crac'h pour franchir l'Aber-Vrac'h. C'est lorsqu'ils sont au repos, qu'ils sont rejoints par un homme pouvant les conduire chez le responsable chrétien du pays, dépendant de Childebert Ier , un dénommé Withur. Ils reprennent la route en direction de l'ouest, en empruntant sans doute une ancienne voie romaine qui les mènent à l'oppidum, dénommé Kastell-Paol à l'époque (vers 884) de l'écriture de la Vita. Uurmonoc décrit alors le site en comparant son état actuel avec celui ou Paul Aurélien le découvre. « Même si cette vision plus affective qu'objective qu'il a du site depuis son écritoire de Landévennec peut être jugée déformée, la cohérence de son récit aussi bien que sa parfaite connaissance du pays n'autorisent pas à dire que le castellum qu'il décrit n'est pas celui de Saint-Pol ». Paul et son groupe découvrent un lieu à l'abandon ce qui est l'occasion pour Uurmonoc d'y situer plusieurs actions miraculeuses concernant les animaux rencontrés : Paul touche une laie qui devient l'origine d'une « race royale » ; à partir de quelques abeilles il multiplie les ruches ; et éloigne les animaux dangereux, un ours s'enfuit dans une « fosse très profonde » et un bœuf sauvage est chassé.
Ils se déplacent de nouveau pour rejoindre l'ile de Batz en passant par le vatum (gué), qui doit être un passage à marée basse du bras de mer qui sépare l'île du continent puisqu'à l'époque de Paul le niveau de la mer était deux mètres plus bas qu'actuellement et qu'il n'y a pas plus de deux mètres d'eau lors des marées basses de mortes-eaux. Paul et Withur se reconnaissent car ils sont cousins. Uurmonoc meuble cette rencontre avec de nouveau des épisodes légendaires : pendant l'échange entre les deux hommes, Paul raconte l'épisode du refus du roi Marc de lui donner une cloche et il est interrompu par un serviteur de Withur, chargé du vivier, qui entre « portant d'une main un saumon d'une taille étonnante, de l'autre une cloche merveilleuse » que Paul reconnait et que Withur lui offre. Ensuite nous passons à l'épisode du dragon de l'île pour lequel Uurmonoc reprend en citation un texte de Paul Orose, figurant dans son Historia adversum Paganos, qu'il adapte à sa connaissance de la topographie de l'île, notamment en situant le repaire puis le lieu où il le mène pour lui ordonner de disparaître, qui peut être près du rocher dénommé aujourd'hui Toull-ar-Sarpant : « Saint Paul marcha vers la bête d'un pas ferme et lui ayant passé son étole autour du cou, il y fit un nœud, dans lequel il glissa, en guise de corde, son bâton. Il le conduisit ainsi à l'extrémité nord de l'île et lui ordonna de disparaître à jamais dans les profondeurs marines ». Alors, Withur lui offre l'île et l'oppidum. Uurmonoc précise que Paul fit édifier un monastère dans chacun de ces deux sites et partagea son habitat entre les deux. Sur l'île le site du monastère est considéré comme étant situé à Penn-Batz, pointe sud-est de île.
Withur, afin d'éviter que Paul refuse la promotion d'évêque, rédige lui-même, à l'insu de Paul, une demande à Childebert Ier de le « sacrer d'autorité évêque » et par ailleurs il invite Paul à « porter une lettre au roi des Francs, dont il était le vassal ». Paul se rend donc à Paris et le roi l'intronise évêque, puis signe l'acte de fondation de l'évêché de Léon lorsqu'il « lui octroya, en diocèse perpétuel, cent tribus ou domaines, exemptés de tout cens royal pendant les siècles, dans les pays d' Ac'h et de Léon ». Uurmonoc précise que le tout est inscrit dans une charte, sans en préciser le contenu, mais en indiquant que « les parchemins étaient conservés, (...), près de la tête du saint ». Ce territoire, dénommé régalia sancti Pauli en 1235, constitue « le fief de l'évêque-comte de Léon ».
Après avoir confié sa charge d'évêque à l’un de ses disciples, Pol Aurélien part se retirer, vers l'an 553, dans son monastère de l’île de Batz, où il finit ses jours. Il meurt selon le chanoine Aubert, le 12 mars 594 (d'où la date de sa fête) à l'île de Batz.

## Culte et reliques de saint Paul Aurélien

### Le culte du saint

Vitraux de la cathédrale de Saint-Pol-de-Léon
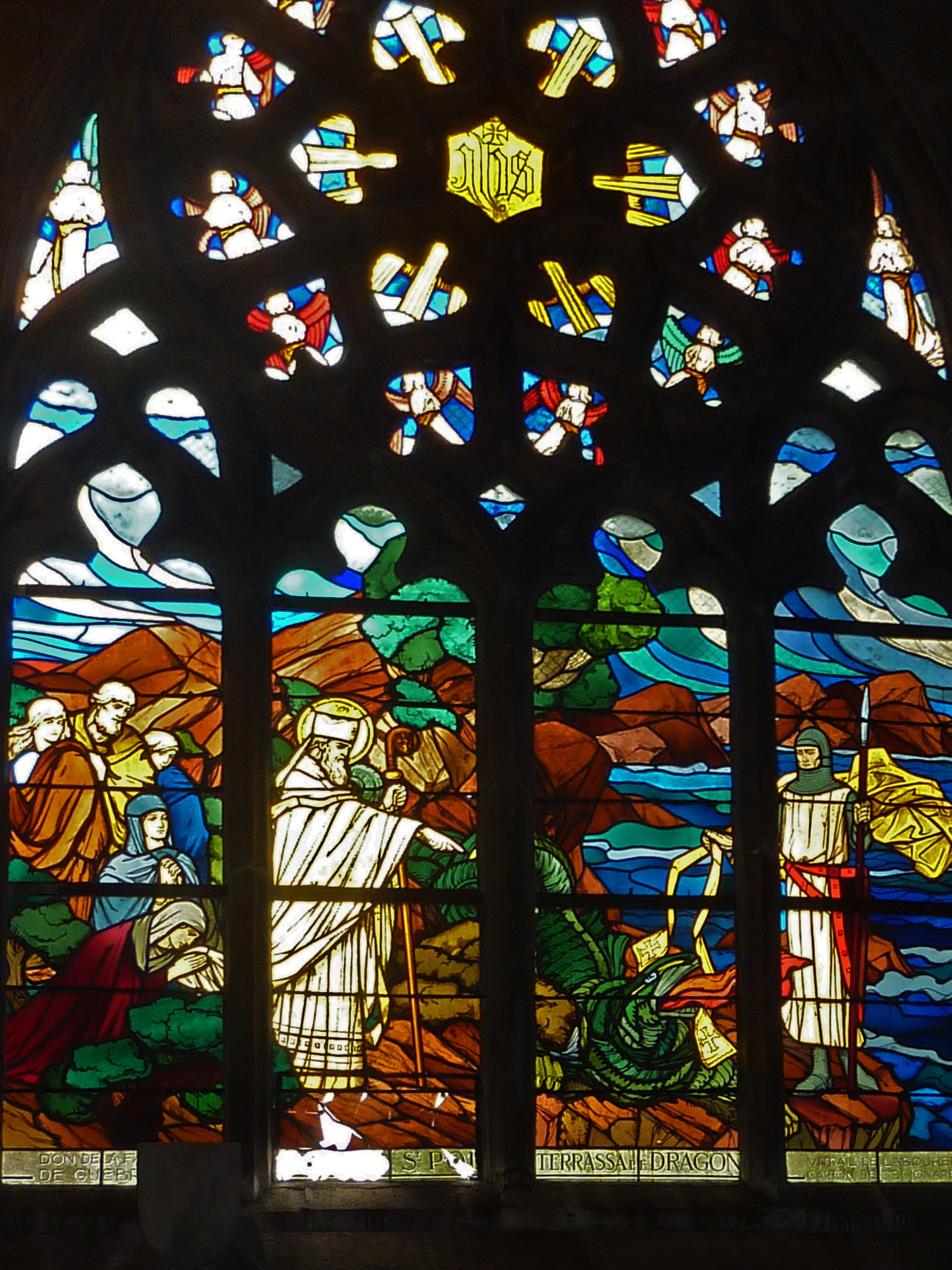
Il terrasse le dragon.
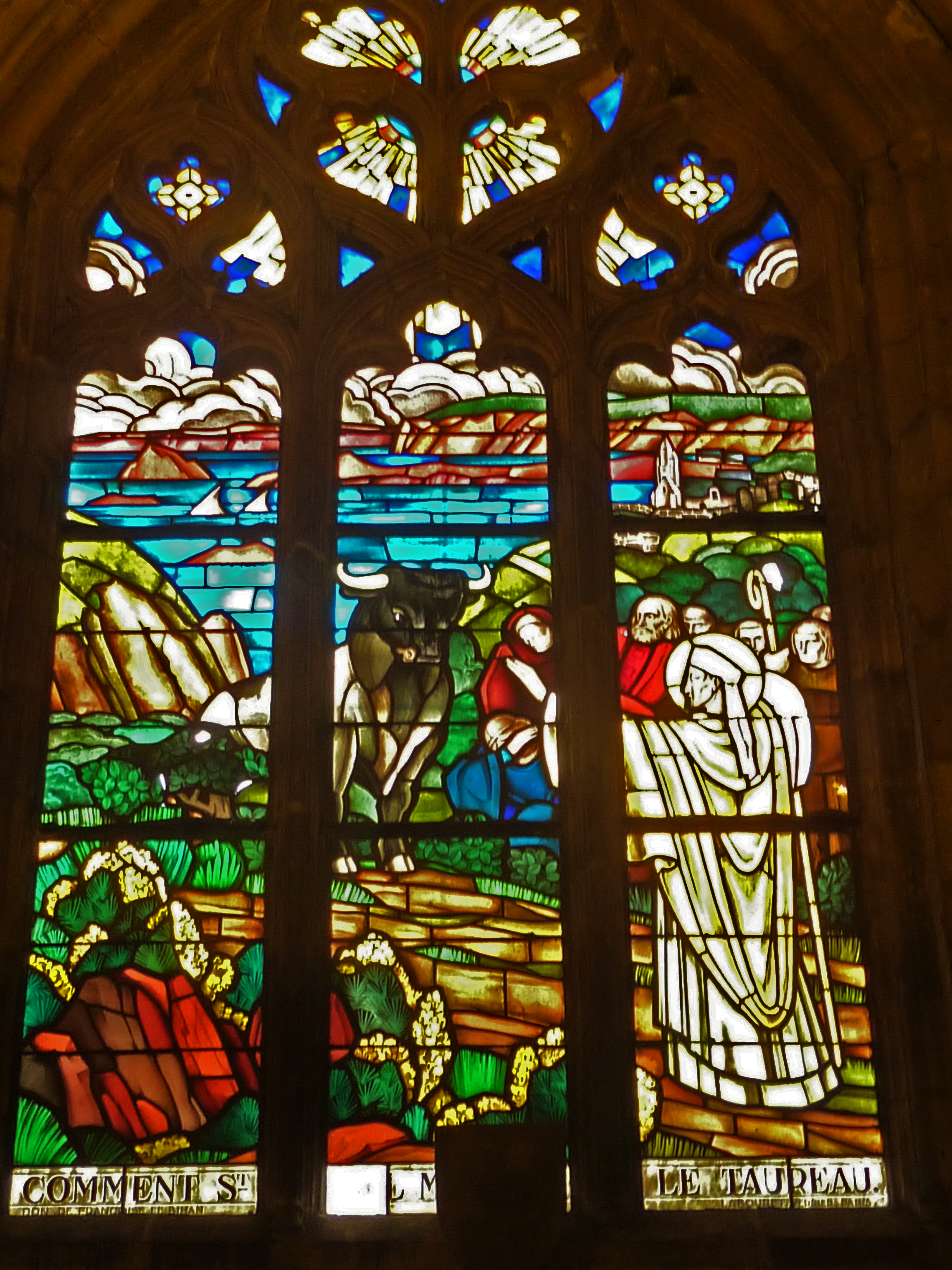
Il affronte le taureau.
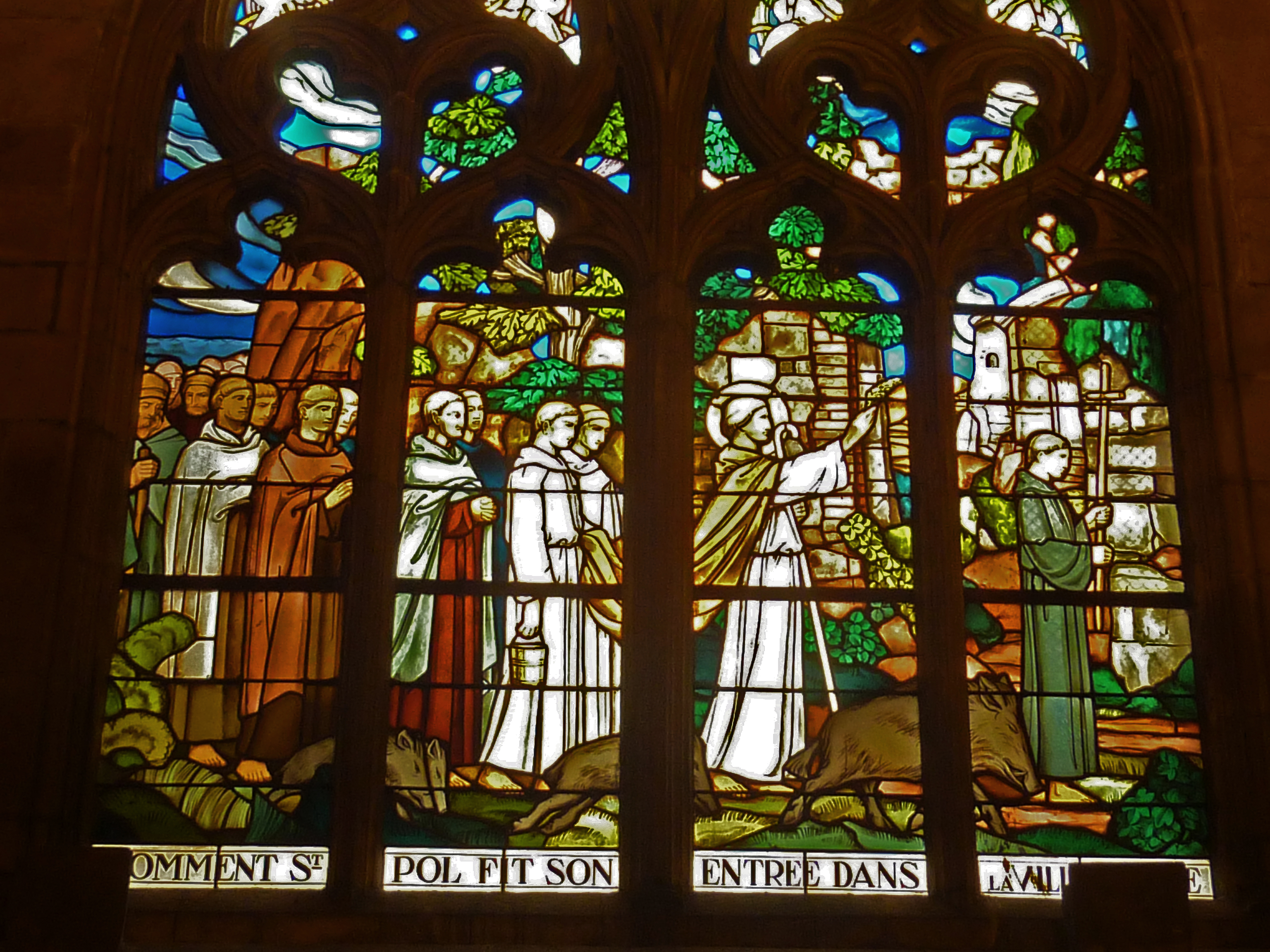
Il entre en ville.

### Les reliques du saint
Après sa mort, « aux dernières années du VIe siècle », le corps de Paul Aurélien est inhumé, sur le continent, dans l'église de l'évêque, la cathédrale. Son corps, selon Uurmonoc, y est toujours complet, il dit mundus (sans corruption), lors de l'écriture de sa Vita en 884. Le corps de Paul Aurélien semble être resté sur place, « soigneusement caché pendant l'occupation normande », pour n'être évacué, d'un site trop exposé aux pillages et destructions, seulement peu avant le Xe siècle. La difficulté rencontrée par les historiens est que ses restes réapparaissent dans deux endroits, éloignés l'un de l'autre, Fleury-sur-Loire et Nantes. Cette bi-localisation est un souci pour les historiens qui ne peuvent s'y résigner et évoquent une erreur de transcription pour l'un de ces lieux. Cependant plus récemment, d'autres historiens remarquent que la vénération du corps des saints a souvent entraîné leur séparation en plusieurs reliques « pour satisfaire la piété de communautés multiples ». Les sources donnant le corps à Fleury-sur-Loire et la tête à Nantes, « au château du Bouffay », ne sont donc pas à rejeter d'emblée mais à examiner de près.
C'est l'abbé Michel, dans la chronique du monastère de Saint-Florent, qui raconte qu'à l'époque de l'invasion normande la tête, « le chef », de saint Paul y est cachée « sans beaucoup de soin, mais non sans précaution ». Lorsqu'elle est retrouvée, le comte de Nantes et de Thouars demande l'identification du crâne selon la méthode préconisée par des moines de Saint-Florent. Elle doit « subir l'épreuve du feu, trois fois à la paille de lin, trois fois aux sarments ». Une fois le test passé avec succès, un moine la transporte jusqu'à l'abbaye de Saint-Florent-le-Vieil, dite aussi « du Mont-Glonne ». Après quelque temps l'origine du crâne, devenue douteuse, est réactualisée par un moine breton qui fait remarquer qu'il « portait à l'arrière une trace d'usure provoquée au temps où porté dans une châsse, il frottait la cloche de Marc, roi d'autrefois ». Le monastère organisa alors une cérémonie publique, à l'issue d'une période de jeûne, pour affirmer qu'il était bien celui de saint Paul. Ceci a lieu alors que l'abbé du monastère est Robert de Saint-Florent jusqu'en 1011. Une hypothèse est que cela soit l'évêque du Léon Hesdren qui l'ait apporté à Nantes car, après la victoire d'Alain Barbetorte sur les Normands en 939, il se rend à Nantes pour le féliciter. Le duc le remercie en lui offrant l'épiscopat de Nantes qui est disponible et c'est Hesdren qui fait transporter le corps de saint Hervé sur les bords de la Loire durant le peu de temps qu'il y resta avant qu'il n'ait suffisamment déçu Barbetorte pour que celui-ci le renvoie dans son Léon.

#### Cloche, dite de saint Pol de Léon

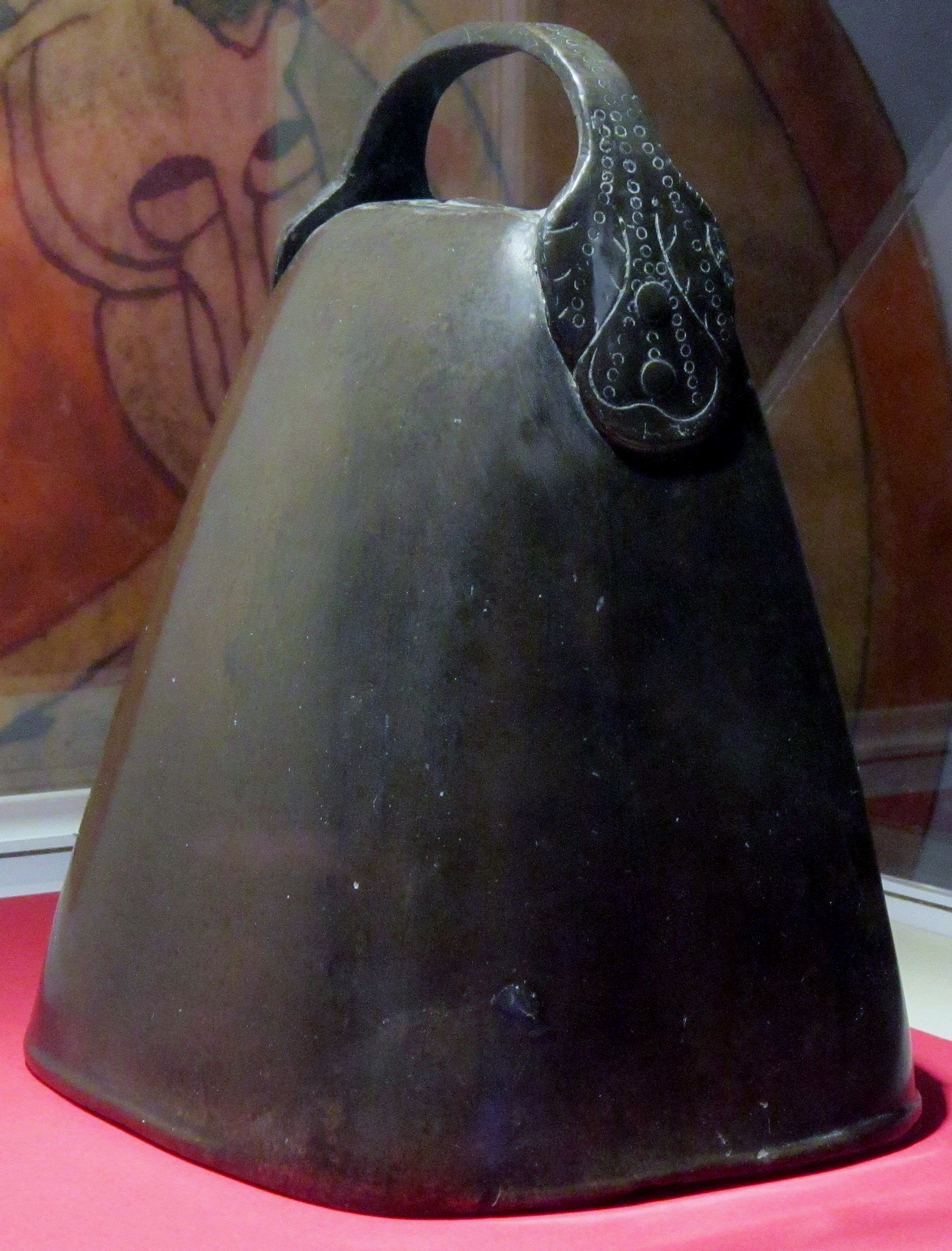
Facsimilé de la cloche, au musée de l'abbaye de Landévennec.

Cette cloche est « la pièce la plus ancienne, la plus chargée d'émotion du trésor » de la cathédrale Saint-Paul-Aurélien de Saint-Pol-de-Léon car depuis plus de mille ans elle est l'objet d'une ferveur locale qui la nomme en breton Hir-glaz qui semble bien avoir pour origine le terme longifulvea utilisé par Uurmonoc, en 884, dans sa Vita Pauli Aureliani.
Dans le texte d'Uurmonoc, elle est tout d'abord une unité d'un ensemble de sept pièces qui servent à appeler à sa table les invités du roi Marc à Castle Dore (en) en Cornouailles. Paul Aurélien, qui a décidé de quitter son ministère auprès du roi, demande s'il peut emporter l'objet complet avec ses sept cloches ou au moins l'une d'entre elles. Le refus est ferme que cela provienne d'un dépit du roi ou du carillonneur qui souhaite conserver son instrument en entier. La deuxième évocation par Uurmonoc survient lorsque Paul Aurélien est sur l'île de Batz avec le comte Withur à qui il raconte l'histoire du refus du roi Marc de lui donner une cloche. Arrive alors le responsable du vivier avec dans une main un poisson de grande taille et « de l'autre une cloche étonnante. L'anneau de cette dernière, ouvert et rongé, était couvert de sangsues de mer (...) En entendant la cloche que le comte ordonna sur-le-champ de faire sonner, les oreilles de Paul s'émurent. Un large sourire se répandit sur ses lèvres, puis il éclata de rire, ce qui étonna le comte : Pourquoi, frère bien-aimé cela te fait-il donc rire ? Mais c'est juste celui-là que j'avais demandé au roi Marc de me donner quand j'ai quitté sa cour! Et voici la cloche dont je te parlais à l'instant! ... ». Pour Castel, ce passage souligne qu'Uurmonoc connaît bien cette cloche et son mauvais état.
Propriété de la commune, cette cloche est classée au titre d'objet depuis le 14 juin 1898.

#### Étole, dite de saint Pol de Léon

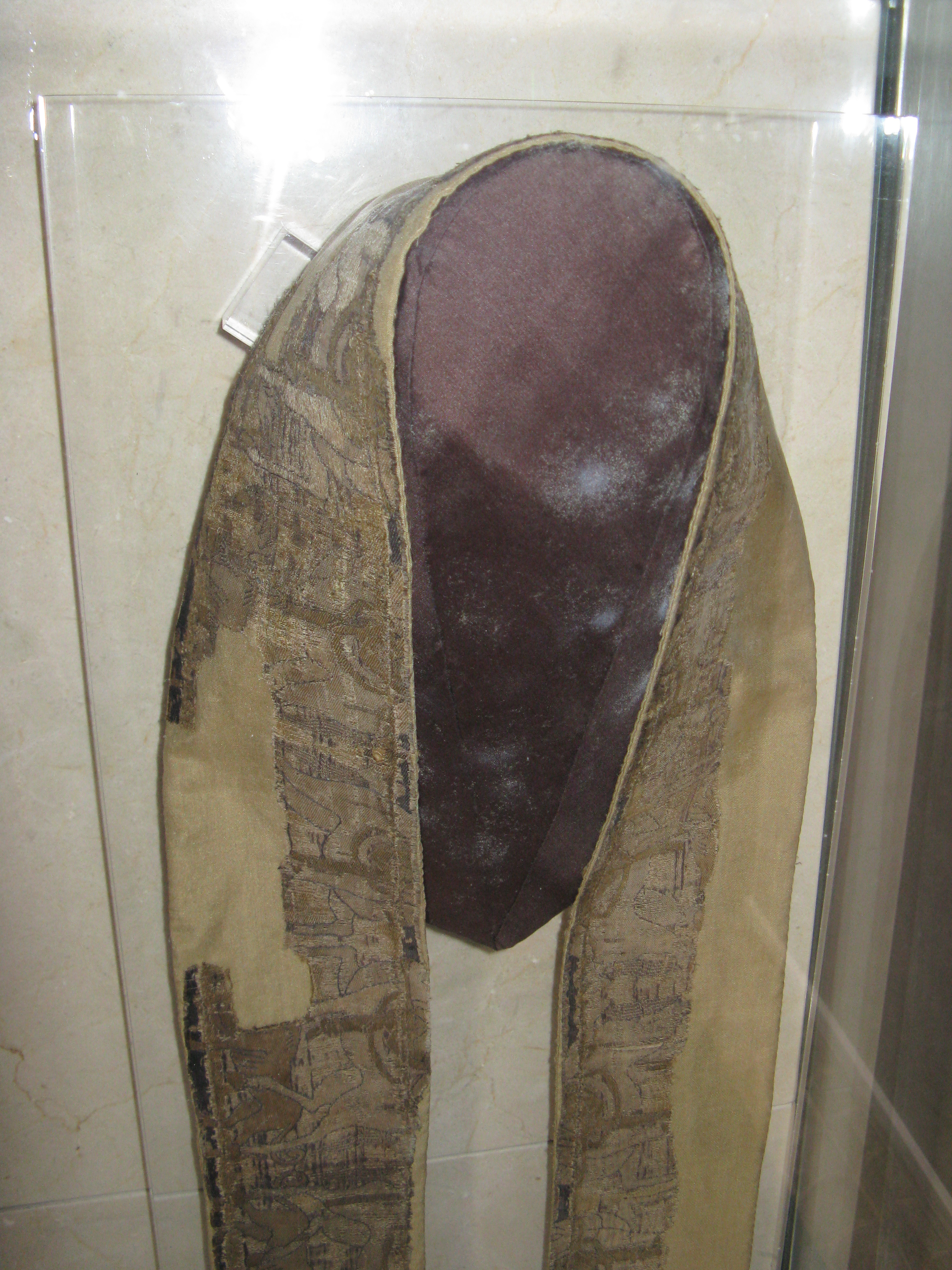
Étole de saint Paul.

Cette étole, dite de saint Paul ou de saint Pol de Léon, serait celle présente dans la légende du dragon, sur l'île de Batz, de la Vita : « Après avoir reçu la cloche de Marc, saint Paul s'occupa du dragon qui ravageait la côte orientale de l'île. C'est à peine si les cadavres de deux hommes et de deux bœufs pouvaient apaiser quotidiennement sa faim. Pourvu d'une queue immense, il mesurait 120 pieds ou plus (soit près de 40 m). Uurmonoc, après avoir douté de l'estimation, la croit fondée d'après la taille de son repaire : selon les paysans, il ne faudrait pas moins d'un muid et demi de semence d'orge, céréale la plus cultivée dans l'île, pour en ensemencer la surface. Saint Paul marcha vers la bête d'un pas ferme et lui ayant passé son étole autour du cou, il y fit un nœud, dans lequel il glissa, en guise de corde, son bâton. Il le conduisit ainsi à l'extrémité nord de l'île et lui ordonna de disparaître à jamais dans les profondeurs marines ».
Elle est l'unique ornement, attribué au saint, depuis la disparition, à une époque indéterminée, d'une tunique conservée dans l'Abbaye Saint-Magloire de Paris et citée en 1318 dans un procès-verbal de visite des reliques. Ce tissu long de 317 cm, présentant d'importantes traces d'usure, comporte en broderie  une scène de chasse princière brodée avec deux cavaliers et deux chevaux. Elle est indiquée comme ayant une origine orientale. Elle est présentée dans l'église paroissiale de l'île de Batz,.
Elle est restaurée en 2011 par Patricia Hood. En 2015, le conseil municipal de l'Île-de-Batz décide de réhabiliter la vitrine de présentation pour qu'elle respecte les préconisations imposées par la Direction régionale des Affaires culturelles (Drac). Le coût total de cette opération est estimé à 20000 ou 25 000 €, la commune prévoit une participation de 20%.
Propriété de la commune, elle est classée au titre d'objet depuis le 14 juin 1898. Pour les historiens, l'origine de cette étole est discutée, elle n'aurait pas été fabriquée avant le IXe siècle et mériterait une étude avec des analyses approfondies.

Étole dite de saint Pol de Léon
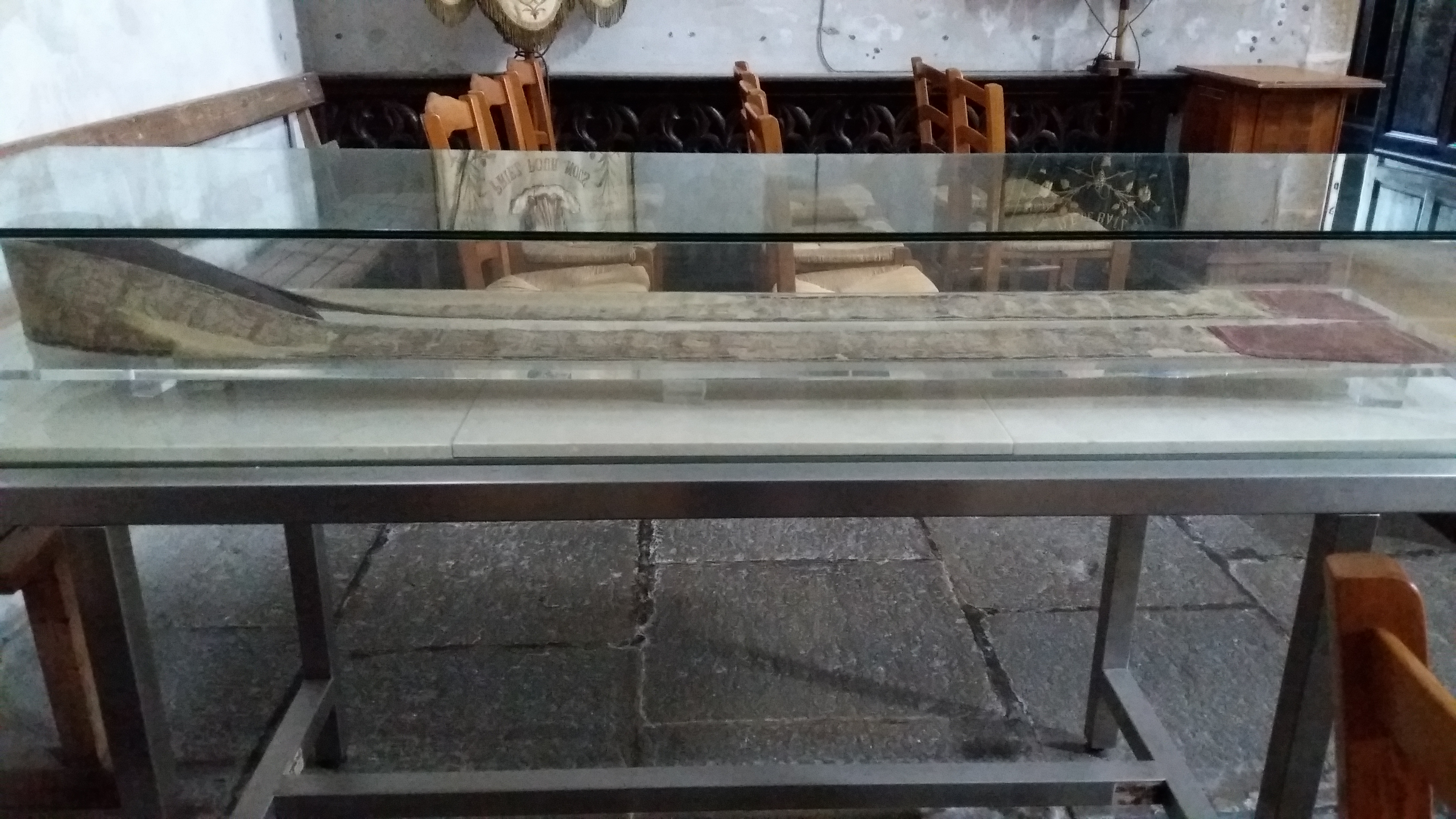
Dans sa vitrine en 2021.
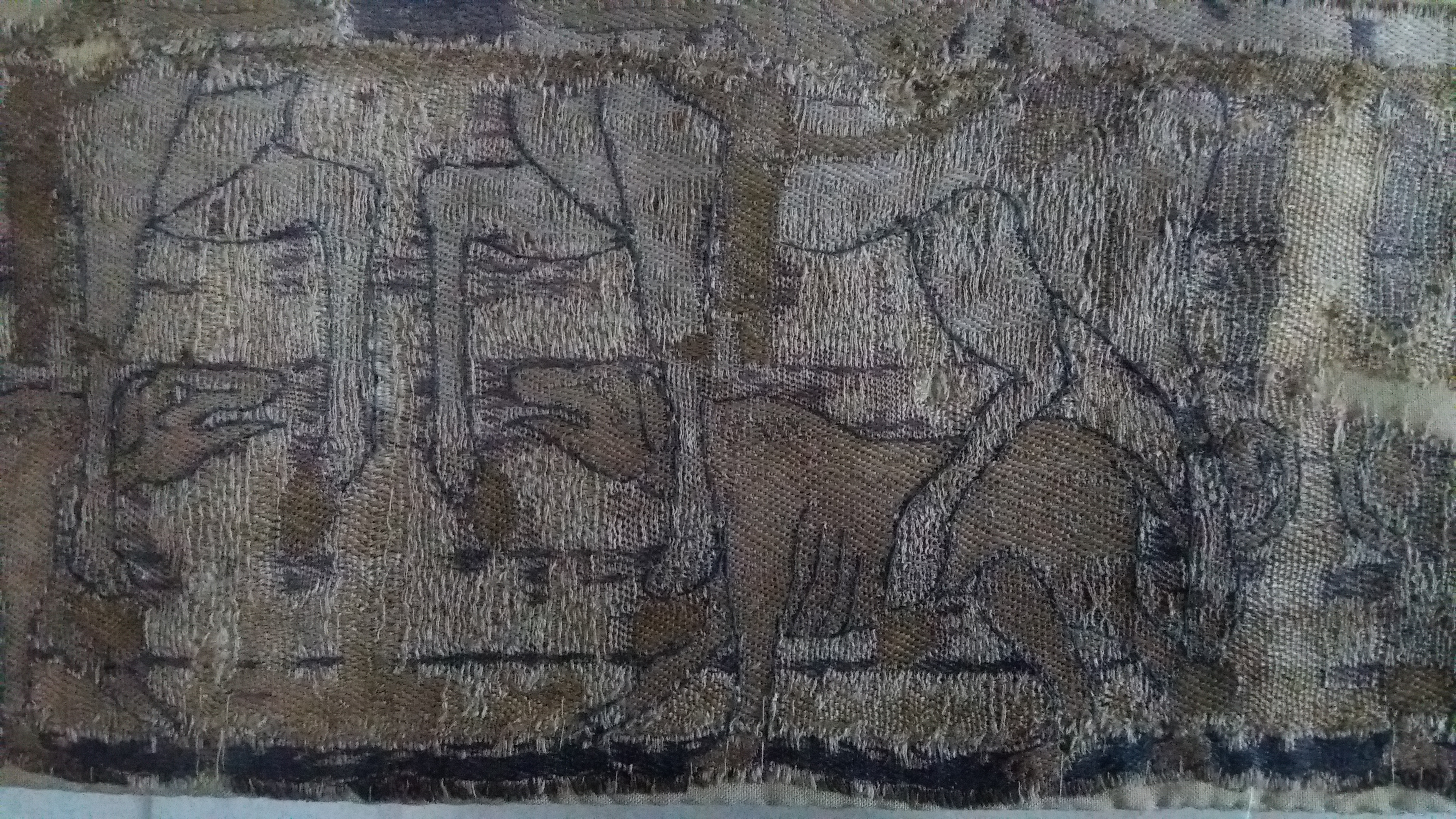
Détail.
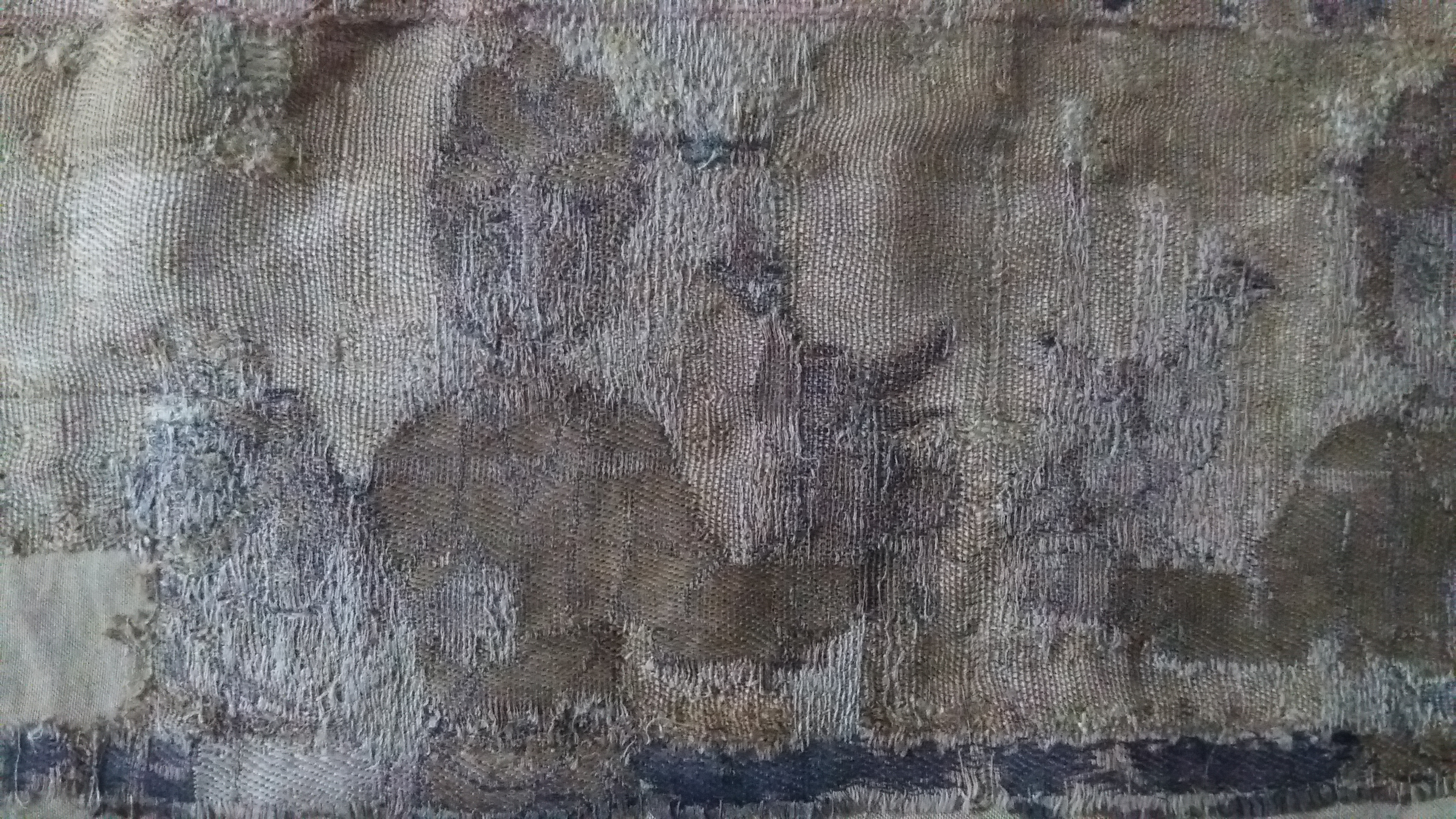
Détail.